# Winter-Paralympics 2010/Medaillenspiegel
Diese Tabelle zeigt den Medaillenspiegel der Winter-Paralympics 2010. Die Platzierungen sind nach der Anzahl der gewonnenen Goldmedaillen sortiert, gefolgt von der Anzahl der Silber- und Bronzemedaillen. Weisen zwei oder mehr Länder eine identische Medaillenbilanz auf, werden sie alphabetisch geordnet auf dem gleichen Rang geführt. Dies entspricht dem System, das vom IOC verwendet wird.
| Medaillenspiegel | Medaillenspiegel   | Medaillenspiegel | Medaillenspiegel | Medaillenspiegel | Medaillenspiegel |
| Platz            | Land               | Goldmedaille     | Silbermedaille   | Bronzemedaille   | Gesamt           |
| ---------------- | ------------------ | ---------------- | ---------------- | ---------------- | ---------------- |
| 1                | Deutschland        | 13               | 5                | 6                | 24               |
| 2                | Russland           | 12               | 16               | 10               | 38               |
| 3                | Kanada             | 10               | 5                | 4                | 19               |
| 4                | Slowakei           | 6                | 2                | 3                | 11               |
| 5                | Ukraine            | 5                | 8                | 6                | 19               |
| 6                | Vereinigte Staaten | 4                | 5                | 4                | 13               |
| 7                | Österreich         | 3                | 4                | 4                | 11               |
| 8                | Japan              | 3                | 3                | 5                | 11               |
| 9                | Belarus            | 2                | 0                | 7                | 9                |
| 10               | Frankreich         | 1                | 4                | 1                | 6                |
| 11               | Italien            | 1                | 3                | 3                | 7                |
| 12               | Norwegen           | 1                | 3                | 2                | 6                |
| 13               | Schweiz            | 1                | 2                | 0                | 3                |
| 13               | Spanien            | 1                | 2                | 0                | 3                |
| 15               | Neuseeland         | 1                | 0                | 0                | 1                |
| 16               | Australien         | 0                | 1                | 3                | 4                |
| 17               | Finnland           | 0                | 1                | 1                | 2                |
| 18               | Südkorea           | 0                | 1                | 0                | 1                |
| 19               | Schweden           | 0                | 0                | 2                | 2                |
| 20               | Polen              | 0                | 0                | 1                | 1                |
| 20               | Tschechien         | 0                | 0                | 1                | 1                |
| Gesamt *         | Gesamt *           | 64               | 65               | 63               | 192              |

* Im Ski Alpin wurden bei der Abfahrt der Männer (stehend) zwei Silbermedaillen und keine Bronzemedaille vergeben.